# Natthawut Rattanaporn
Natthawut Rattanaporn (thailändisch ณัฐวุฒิ รัตนาภนณ์, * 14. Juni 1989) ist ein thailändischer Fußballtrainer.

## Karriere
Natthawut Rattanaporn steht seit dem 1. Juli 2021 beim thailändischen Zweitligisten Ranong United FC unter Vertrag. Bei dem Verein aus Ranong arbeitete er bis zum 20. August 2021 als Torwarttrainer. Anschließend übernahm er das Amt des Cheftrainers bei dem Zweitligisten. Hier stand er bis Ende Mai 2022 unter Vertrag. Anfang Januar 2023 übernahm er Ranong zum zweiten Mal als Cheftrainer.